# L'habit ne fait pas la femme
Pour plus de détails, voir Fiche technique et Distribution.
L'habit ne fait pas la femme (Change of Habit) est un film américain réalisé par William A. Graham sorti en 1969.

## Synopsis
Afin de confirmer leur foi, trois bonnes sœurs (dont l'une Mary Tyler Moore) partent dans la société laïque déguisées en civiles. Une des sœurs rencontre alors le Dr. John Carpenter (Elvis Presley) qui s'occupe des enfants atteint d’autisme et de problèmes mentaux. Alors rapidement, sœur Michelle (Mary Tyler Moore) tombe amoureuse du docteur et se retrouve confrontée à un choix plus que difficile : l'amour pour Dieu ou l'amour de l'homme qu'elle aime ?

## Fiche technique
- Titre : L'habit ne fait pas la femme
- Titre original : Change of Habit
- Réalisation : William A. Graham
- Scénario : James Lee, S. S. Schweitzer, Eric Bercovici, John Furia et Richard Morris
- Musique : Billy Goldenberg
- Photographie : Russell Metty
- Montage : Douglas Stewart
- Production : Joe Connelly
- Société de production : National Broadcasting Company et Universal Pictures
- Société de distribution : Universal Pictures (États-Unis)
- Pays :  États-Unis
- Genre : Drame, film musical et romance
- Durée : 93 minutes
- Date de sortie : 
  - États-Unis : 10 novembre 1969 (New York), 21 janvier 1970

## Distribution
- Elvis Presley : Dr. John Carpenter
- Mary Tyler Moore : sœur Michelle
- Barbara McNair : sœur Irene
- Jane Elliot : sœur Barbara
- Leora Dana : mère Joseph
- Edward Asner : lieutenant Moretti
- Robert Emhardt : le banquier
- Regis Toomey : père Gibbons
- Doro Merande : Rose
- Ruth McDevitt : Lily
- Richard Carlson : évêque Finley
- Nefti Millet : Julio Hernandez
- Laura Figueroa : Desiree
- Lorena Kirk : Amanda
- Virginia Vincent : Mlle. Parker
- David Renard : Colom
- Ji-Tu Cumbuka : Hawk
- William Elliott : Robbie
- Rodolfo Hoyos Jr. : M. Hernandez